# Bardil
Bardil (oko 448. pr. Kr. - 358. pr. Kr.) je bio kralj ilirskog plemena Dardanaca od 393. do 358. pr. Kr.
Smatra se kako je ime Bardylis, povezano s albanskim riječima " bardh" i yll (Bardhyll) sto u prijevodu znači "bijela zvjezda".

## Životopis
Bardil je bio ugljenar, koji se svojim sunarodnjacima za kralja nametnuo uspjesima i iskazanom vještinom u pljačkaškim pohodima. I kao kralj je nastavio agresivnu politiku prema svojim susjedima. Godine 385. pr. Kr. je, za račun sirakuškog tiranina Dionizija I. provalio u zemlju Molosijaca kako bi je opljačkao i na prijestolje vratio prognanog prosirakuškog kralja Alketa I. Njegov je pohod završio porazom zahvaljujući intervenciji spartanskog kralja Agesilaja II., ali je u ratu ubijeno čak 15.000 Molosijaca.
Bardil je također imao uspjeha u ratovima protiv Makedonije. Porazio je kralja Aminta III. Godine 359. pr. Kr. je, iako u dubokoj starosti, nanio katastrofalan poraz makedonskom kralju Perdiku III. koji je tada poginuo. Sljedeće se godine, pak, morao suočiti s Perdikinim bratom Filipom II., s kojim je prvo pokušao sklopiti mirovni sporazum. Filip je odbio priznati ilirska osvajanja te je došlo do bitke u kojoj je Bardil ubijen. Naslijedio ga je Kleit.

## Vanjske poveznice
- The Ancient Library - Bardilis  Arhivirana inačica izvorne stranice od 3. ožujka 2006. (Wayback Machine)